# Elaine Proctor
Elaine Proctor, née en 1960,  est une romancière, scénariste et réalisatrice sud-africaine. Son film Friends a été sélectionné au Festival de Cannes 1993, et y a obtenu une mention spéciale du jury de la Caméra d'or.

## Biographie
Dans les années 1980, elle étudie le cinéma à la London Film School. Un de ses enseignants est Mike Leigh, qui y fut aussi son tuteur et qui est devenu un ami. Elle réalise  deux documentaires, dont Sharpeville Spirit sur le massacre de Sharpeville, film de fin d'études, et fonde un organisme, Loy Films, pour former des techniciens noirs,.
Son premier long-métrage, On the Wire, est présenté en 1990 et primé par le British Film Institute. Son second, Friends, tourné en Grande-Bretagne, est sélectionné en compétition au festival de Cannes, en 1993 (compétition à laquelle Mike Leigh participe également pour la première fois, avec Naked). Elaine Proctor obtient une mention spéciale du jury de la Caméra d'or. Friends raconte l'histoire de trois jeunes femmes de Johannesbourg, vivant sous un même toit, une Noire, une Anglophone blanche et une Afrikaaner : leur relation amicale se transforme lorsque l'une d'elles devient une «terroriste»,,.
En 2000, sort en salle son troisième long-métrage, Kin, une histoire d'amour interculturel sur fond de trafic d'éléphants. Il a été tourné en Namibie, et, durant le tournage, sa fille est mordue par un Cobra, morsure presque fatale. L'enfant n'a la vie sauve que grâce à l'intervention d'un médecin présent sur place qui administre un sérum anti-venin. Elaine Proctor s'en veut d'avoir mis indirectement la vie de son enfant en danger, en acceptant sa présence sur le tournage. Kin, qui n'a pas grand succès, est son dernier film. Les années suivantes, elle se consacre à sa famille et continue à écrire des scripts pour les productions de la BBC. En 2012, elle publie un premier roman, Rhumba, sur le thème de l'exil d'un jeune africain à Londres,.

## Filmographie
- 1986 : Sharpeville Spirit (documentaire)
- 1987 : We Will See/Re tla bona (documentaire)
- 1990 : On the Wire
- 1993 : Friends
- 2000 : Kin

## Roman
- Rhumba (2011)